# 旺图和隆日韦勒
旺图和隆日韦勒（法語：Vantoux-et-Longevelle，法語發音：[vɑ̃tu e lɔ̃ʒvɛl]）是法国上索恩省的一个市镇，属于沃苏勒区。

## 地理
旺图和隆日韦勒（47°26'3"N, 5°50'47"E）面积9.67 平方千米，位于法国勃艮第-弗朗什-孔泰大區上索恩省，该省份为法国东部内陆省份，北起顺时针与孚日省、贝尔福地区省、杜省、汝拉省、科多尔省和上马恩省接壤。
与旺图和隆日韦勒接壤的市镇（或旧市镇、城区）包括：比塞莱日、埃特雷勒和拉蒙布勒斯、维莱舍曼和蒙莱塞特雷勒、韦勒弗雷和韦勒弗朗日。

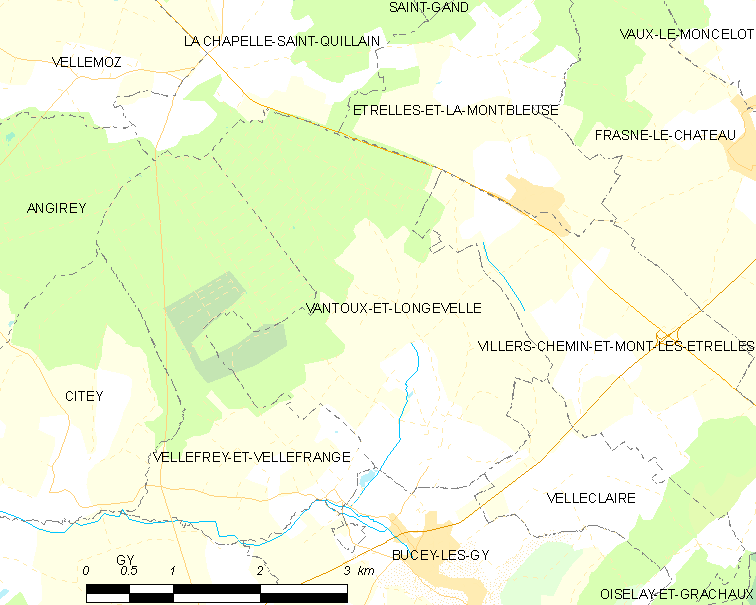
旺图和隆日韦勒的OSM定位图

旺图和隆日韦勒的时区为UTC+01:00、UTC+02:00（夏令时）。

## 行政
旺图和隆日韦勒的邮政编码为70700，INSEE市镇编码为70521。

## 政治
旺图和隆日韦勒所属的省级选区为马尔奈县。

## 人口

1962-2008年间旺图和隆日韦勒人口变化图示

旺图和隆日韦勒于2022年1月1日时的人口数量为179人。